# Fuornpasset
Fuornpasset eller Ofenpasset, (rätoromanska: Pass dal Fuorn, tyska: Ofenpass) är ett bergspass i Schweiz, mellan Nedre Engadin och Val Müstair eller mellan Rhens och Adiges avrinningsområden. Det ligger 2 149 meter över havet i distriktet Engiadina Bassa/Val Müstair i kantonen Graubünden. Passets namn kommer av senmedeltida järnhantering. 

## Sevärdheter och Turism
På nordsidan av passet ligger Schweiz nationalpark. Befolkningen på båda sidor av passet talar rätoromanska men man förstår även tyska.

## Kommunikationer
Passvägen mellan Zernez och Tschierv, som i regel är öppen året runt, trafikeras av postbussar. Vägen lutar maximal 10 %.

## Historia
Passet var känt redan under förhistorisk tid och dess strategiska betydelse bör ha spelat en roll när klostret i Müstair instiftades runt år 800. 
Järnhanteringen omnämns först 1489, när byn Zernez gav Sigismundus de Zenonibus från Bormio koncession för ett järnbruk, detta anlades i il Fuorn, sju kilometer nordväst om passet. Malmen kom från gruvor vid Bormio, 20 km söderut, och transporterades över bergen. Även när den graubündniska familjen von Salis 1580 tagit över järnbruket hämtades förvaltarna från Lombardiet, medan befolkningen i Zernez organiserade träkolsproduktionen.
I ett avtal från 1544 gav häradet Unterengadin Zernez-borna i uppgift att underhålla vägen och hålla den öppen vintertid, mot rätt att ta ut en avgift på transporter. Liknande avtal träffades senare med Tschierv i Val Müstair. Passtrafiken var dock liten i jämförelse med den över Julier- och Septimer-passen. 1870–72 byggdes vägen ut, främst av militära skäl. Sedan 1934 går postbussar regelbundet även vintertid.